# Kinabatangan (fleuve)
Pour la ville, voir Kinabatangan.
Le fleuve Kinabatangan (en malais : Sungai Kinabatangan) est un cours d'eau de l'État de Sabah, en Malaisie. Situé sur l'île de Bornéo, c'est le deuxième plus long fleuve de Malaisie, avec une longueur de 560 km[réf. nécessaire] et le plus important de Sabah. Le bassin fluvial s'étend sur 16 800 km2[réf. nécessaire] soit 23 % de la surface de l’État.

## Description
La Kinabatangan prend sa source dans la chaîne Crocker au sud-ouest de Sabah avant de se jeter dans la mer de Sulu au sud-est de Sandakan. Les précipitations sont très abondantes sur le bassin du fleuve (2500 à 3000 mm par an) et les inondations sont un phénomène périodique. Les 70-100 km du cours inférieur s'écoulent dans un terrain en très faible pente en formant des méandres. Le fleuve déborde généralement durant la saison de la mousson (novembre-mars) dans la plaine recouverte d'une des dernières forêts pluviales inondées de la région. La zone inondable s'étend sur 280 000 hectares. Cet environnement particulier abrite une faune exceptionnelle comprenant 50 espèces de mammifères (dont 10 primates), environ 200 espèces aviaires, 20 espèces de reptiles et 1056 espèces de plantes. Plusieurs de ces espèces sont endémiques comme l'éléphant pygmée de Bornéo,. La basse Kinabatangan est une destination touristique où les visiteurs peuvent admirer la faune lors de balades en barque et de randonnées en forêt. Batu Puteh, Bilit, Sukau et Abai sont les quatre villages principaux de cette zone. Ils abritent des hôtels ainsi que des "homestay" qui sont des associations villageoises qui organisent l'accueil de touristes chez l'habitant.  

## Historique
La forêt qui entoure le cours du fleuve a été en partie défrichée à la fin du dix-neuvième siècle pour laisser place à des plantations de tabac qui ont été progressivement abandonnées à partir de 1920. La forêt secondaire a été de nouveau défrichée au début des années 1950 par des petits fermiers et des grandes exploitations commerciales. Plusieurs exploitations forestières ont été créées dans les années 1970, elles ont été transformées en plantations de palmier à huile . Au début du XXIe siècle, il existe 20 moulins à huile de palme sur le bassin de la rivière qui traite la production toujours croissante des plantations de palmiers à huile.        
Une zone protégée de 27800 hectares, baptisée Kinabatangan Wildlife Sanctuary, a été créé en 2005 le long du cours inférieur de la rivière pour protéger la forêt pluviale et ses habitants. 
Le 8 septembre 2008, l'embouchure du fleuve Kinabatangan a été inscrit site Ramsar. 